# Achille Halphen
Pour les autres membres de la famille, voir Famille Halphen.
Achille-Edmond Halphen (né le 19 février 1825 à Paris et mort le 25 août 1856 à Biarritz), est un magistrat, historien et philanthrope français.

## Biographie
Fils d'Edmond Halphen (1802-1847), maire du 2e arrondissement de Paris, et neveu d'Anselme Halphen (1797-1852), régent de la Banque de France, il devient juge au tribunal civil de Versailles et secrétaire du Consistoire israélite de Paris.
Le prix Halphen était décerné à partir de 1861, tous les trois ans, par l'Académie des sciences morales et politiques, puis par l'Académie française.

## Publications
- Projet de loi sur l'abolition de la peine de mort : exposé des motifs, 1850
- Recueil des lois : décrets, ordonnances, avis du Conseil d'État, arrêtés et règlements concernant les israélites depuis la Révolution de 1789 : suivi d'un appendice contenant la discussion dans les assemblées législatives, la jurisprudence de la cour de cassation et celle du Conseil d'État, et des notes diverses, 1851
- De l'abolition de la peine de mort, 1851
- Étude sur Voiture et la société de son temps : lettres et poésies inédites de cet écrivain, 1853
- Journal inédit d'Arnauld d'Andilly (1614-1620), 1857
- Véritable discours de la naissance et vie de Monseigneur le prince de Condé jusqu'à présent, à lui desdie par le Sieur de Fiefbrun. Publié d'après le manuscrit de la Bibliothèque impériale par E. Halphen. Suivi de lettres inédites de Henri II, Prince de Condé 1861
- Kiṣṣūr dibrē ha-yāmim, 1863